# Tobias Steinhauser
Tobias Steinhauser est un coureur cycliste allemand né le 27 janvier 1972 à Lindenberg im Allgäu en Bavière.

## Biographie
Tobias Steinhauser est un rouleur, il a participé à trois reprises au Tour de France. Il a été pendant trois ans dans la même équipe que son ami Jan Ullrich, dont il est devenu le beau-frère après le mariage de celui-ci avec sa sœur Sara Steinhauser en 2006.
Tobias a mis un terme à sa carrière professionnelle, fin 2005.
Son fils Georg est également coureur cycliste.

## Palmarès et résultats

### Palmarès amateur
- 1994
  -  Champion d'Allemagne du contre-la-montre par équipes amateurs[n 1]
  - Classement général du Tour de Slovénie
  - 2e du championnat d'Allemagne sur route amateurs
  - 7e du championnat du monde sur route amateurs
- 1995
  - Tour des régions italiennes :
    - Classement général
    - 5e étape

  - Classement général du Tour de Saxe

### Palmarès professionnel
- 1997
  - 1re, 3e et 5ea (contre-la-montre) étapes du Tour de Saxe
- 1999
  - 3e du Tour de Luxembourg
- 2000
  - Rapport Toer :
    - Classement général
    - 3e étape (contre-la-montre)

  - Tour du lac Majeur
  - Classement général du Tour de Hesse
  - 2e du championnat d'Allemagne de la montagne
  - 3e du Tour de Bavière
  - 5e du championnat du monde sur route
- 2001
  - 9e de Paris-Nice
- 2002
  - 9e étape du Tour de Suisse
  - 3e du Tour d'Allemagne

### Résultats sur les grands tours

#### Tour de France
3 participations
- 1996 : 113e
- 2003 : abandon (11e étape)
- 2005 : 81e

#### Tour d'Italie
1 participation
- 1997 : non-partant (18e étape)